# 2020年のMLBオールスターゲーム
2020年のMLBオールスターゲームは、アメリカンリーグとナショナルリーグの間で行われる91回目のオールスターゲームとなる予定であった。その試合は2020年7月14日にロサンゼルス・ドジャースの本拠地ドジャー・スタジアムで行われる予定だったが、COVID-19の世界的大流行により中止となった。オールスターゲームの開催中止は現在まで含めてもこの年と1945年のみ。ロサンゼルスでの開催は2022年に持ち越しとなった。

## 凡例
- 表中の守備の項は守備位置を示し以下の略記で示す。
P:投手 C:捕手 1B:一塁手 2B:二塁手 SS:遊撃手 3B:三塁手 RF:右翼手 CF:中堅手 LF:左翼手 OF:外野手
- 表中のチーム名の略称についてはチームの表記参照。

## 選出選手
ファン投票を行うことはなかった。